# SS-072 손원일
손원일함은 대한민국 해군의 KSS-II 사업으로 건조된 손원일급 잠수함의 1번함이다. AIP를 사용해 수중작전일수를 크게 늘렸으며, 하푼 블록2 잠대지 미사일을 탑재하여 지상 공격능력을 보유했다는 점이 장보고함과의 차이점이다.

## 명칭
손원일은 대한민국의 초대 해군 참모총장으로, 해군을 건설하였다.

## AIP
AIP 시스템의 성능은 지멘스 AG PEM (polymer electrolyte membrane) 연료전지를 사용하는데, 개당 120kW의 출력을 낸다. 2개의 연료전지를 탑재 할 경우 2주간의 잠수작전이 가능하다. 그리스 해군은 2개의 연료전지를 탑재하나, 한국 해군은 9개의 연료전지를 탑재할 예정이다. 대신 그리스는 2개의 디젤엔진(출력 6.24 MW)을 사용하나, 한국은 1개의 디젤엔진만 탑재한다(출력 3.12 MW).

## 무장
손원일함에는 533mm 어뢰발사관이 8개 탑재되어 있으며, 한국은 사거리 500 킬로미터인 한국형 토마호크 미사일인 천룡을 손원일함에 탑재할 것이라는 언론보도가 있었다. 사거리 1000 킬로미터와 1500 킬로미터 버전도 개발하고 있다는 것인데, 이 버전이 533mm 어뢰발사관에 장착가능한지에 대해서는 확인보도가 없었다. 원래 미국의 토마호크 미사일은 533mm 어뢰발사관에서 발사가능하도록 개념설계된 것이었다. 대한민국도 최근에 이것을 국산화하는 데 성공했다.
UGM-84L 하푼 블록2 미사일을 탑재했다. 이전의 하푼 미사일과 달리, 지상 고정 목표물과 항구의 정박된 선박을 공격할 수 있다. 533mm 어뢰발사관에서 수중발사된다.

## 부실 시공 논란
부실 시공 논란(소음 관련 문제)이 있었으나, 이는 사실이 아닌 것으로 밝혀졌다.

## 기본 제원
- 디젤엔진: 1 x MTU 16V 396 (3.12 MW)(한국)
- AIP 시스템: 2 x 지멘스-HDW PEM 연료전지 모듈 BZM120 (2 x 120 kW)[1]
- 전기모터: Siemens Permasyn x 1 (2.85 MW)
- 수상 배수량 1,700 t
- 수중 배수량 1,860 t
- 길이 65m
- beam 6.3 m
- draft 6 m
- 수상속도 12 노트
- 수중속도 20 노트
- 연료전지속도 2~6 노트
- 수상 최대거리 12,000 해리
- 수중 최대거리 420 해리 (8노트 속력)
- 연료전지 최대 잠항거리 1,248 해리 (4노트 속력)
- 연료전지 최대 잠항시간
  - 2-3시간 (16 - 20 노트)
  - 2일(8 노트)
  - 13일 (4 노트)
- 비교: 209급 최대 잠항시간
  - 1시간 (16 - 20 노트)
  - 2-3일 (4 노트)
- 작전일수 50 일
- 작전심도 400m
- 승무원 27명 (장교 5명, 승무원 22명)
- 무장:
  - 기뢰
  - 533mm 어뢰발사관 X 8
    - 4개는 하푼 미사일의 발사가 가능한 압축공기 발사관.
    - 탄약고에 중어뢰 16문 이상 적재 가능
    - UGM-84L 하푼 블록2